# Edith Maude Eaton
Edith Maude Eaton (Macclesfield, Cheshire, 15 de marzo de 1865 – Montreal, 7 de abril de 1914) fue una autora más conocida por su seudónimo, Sui Sin Far, el nombre (en pronunciación cantonesa) de la flor de narciso, popular entre los chinos.

## Biografía
Nació en Macclesfield, Cheshire, Inglaterra. Eaton era hija del inglés Edward Eaton, un comerciante que conoció a su madre china mientras estaba en un viaje de negocios en Shanghái (China). Su madre era Grace «flor de loto» Trefusis, la hija adoptiva de misioneros ingleses.
Eaton fue la segunda hija, la mayor de las niñas, de un total de 14 hijos. A principios de los años 1870, la familia Eaton abandonó Inglaterra y marchó a vivir a Hudson (Nueva York), pero estuvieron allí poco tiempo antes de reubicarse en Montreal (Quebec). Su padre luchó por conseguir una forma de vida y la gran familia pasó por tiempos difíciles. Debido a su pobreza, a una edad joven Eaton tuvo que dejar la escuela para trabajar y así ayudar a la familia. No obstante, los niños fueron educados en casa y criados en un entorno intelectualmente estimulante lo que hizo que tanto Edith como una hermana más joven, Winnifred (1875-1954), quien escribió con el seudónimo de Onoto Watanna, se convirtieran en escritoras de éxito.
Eaton comenzó a escribir de joven. Sus artículos sobre los chinos fueron aceptados y publicados en periódicos de lengua inglesa de Montreal, el Montreal Star y el Daily Witness. Al final acabó dejando Montreal para ir a vivir a los Estados Unidos, primero en San Francisco y luego en Seattle, antes de ir a la Costa Este para trabajar en Boston. Mientras trabajaba como secretaria legal seguía escribiendo y aunque su apariencia y modales podrían haberle permitido pasar fácilmente por una inglesa, ella afirmó su herencia china y escribió artículos que narraban cómo era la vida para una mujer china  en la América blanca. Publicado por primera vez en 1896, bajo el seudónimo de Sui Sin Far, sus historias de ficción sobre los chinos estadounidenses fueron un alegato razonado para que la sociedad aceptara a la clase trabajadora china en una época en la que el Congreso de los Estados Unidos mantenía la Ley de Exclusión China (1882-1943).
A lo largo de los años subsiguientes, Edith Eaton escribió una serie de cuentos y artículos de periódico mientras trabajaba en su primera colección de ficción. Publicado en junio de 1912, Mrs. Fragancia Primaveral (Mrs. Spring Fragrance), fue una colección de cuentos relacionados vendidos como si fueran una novela.
Eaton nunca se casó y murió en Montreal. Se encuentra enterrada allí, en el cementerio Mount Royal.
En 1995 se publicó un estudio sobre la vida y obra de Eaton: Sui Sin Far/Edith Maude Eaton: A Literary Biography de Annette White-Parks.

## Obras
- Mrs. Spring Fragance (Mrs. Fragancia Primaveral,  (1912). El relato que da título a la colección se incluye, precedido de una breve biografía, en la p. 359 ss de la antología Fin de siècle: relatos de mujeres en lengua inglesa, edición de María Luisa Venegas, Juan Ignacio Guijarro y María Isabel Porcel, Cátedra, Letras Universales, 2009, ISBN  978-84-376-2516-4.
- Chan Hen Yen, Chinese Student  (1912)
- A Love Story from the Rice Fields of China  (1911)
- The Bird of Love  (1910)
- An Autumn Fan  (1910)
- Leaves from the Mental Portfolio of an Eurasian, (Páginas del archivo mental de una euroasiática, 1909). Publicado en España en 1996 por la Universidad de León. Secretariado de Publicaciones y Medios Audiovisuales. ISBN 978-84-7719-548-1
- A Chinese Ishmael  (1899)